# Poecilium zemlinae
Poecilium zemlinae là một loài bọ cánh cứng trong họ Cerambycidae.